# Winfield (Indiana)
Winfield – miasto w Stanach Zjednoczonych, w stanie Indiana, w hrabstwie Lake.